# El Zapote, Mexico City
El Zapote är en ort i Mexiko.   Den ligger i kommunen Milpa Alta och delstaten Distrito Federal, i den sydöstra delen av landet, 27 km sydost om huvudstaden Mexico City. El Zapote ligger 2 334 meter över havet och antalet invånare är 331.
Terrängen runt El Zapote är varierad. Runt El Zapote är det tätbefolkat, med 411 invånare per kvadratkilometer. Närmaste större samhälle är Iztapalapa, 17,4 km norr om El Zapote. Trakten runt El Zapote består till största delen av jordbruksmark.